# Nationaal park Rawa Aopa Watumohai
Nationaal park Rawa Aopa Watumohai is een park in Indonesië. Het ligt in de provincie Zuidoost-Sulawesi op het eiland Sulawesi. Het gebied werd in 1989 tot nationaal park verklaard, heeft een oppervlakte van 1050 km² en ligt tussen 0 en 981 m boven zeeniveau. Het bevat het grootste veenmoeras, het Aopamoeras, van Sulawesi. Dit drasland valt onder de Conventie van Ramsar, een speciaal voor watervogels beschermd gebied van internationaal belang.

## Flora and fauna
Er zijn 323 soorten planten en bomen waargenomen uit ten minste 89 verschillende families en 257 geslachten. Er zijn verschillen typen levensgemeenschappen, submontaan regenwoud, mangrove, bos uit kustgebieden, savannelandschap en zoetwatermoerassen met bijbehorend moerasbos.
In het park leven de gouden babiroesa (of het hertenzwijn, Babyrousa babyrussa) en de in zijn voortbestaan bedreigde anoa of dwergbuffel (Bubalus depressicornis) en de berganoa (B. quarlesi). Andere bijzondere zoogdieren in het park zijn: het celebesspookdier (Tarsius spectrum), de grauwarmmakaak (Macaca ochreata), het Javaans hert  (Cervus timorensis djonga), de celebespalmroller (Macrogalidia musschenbroekii) en het buideldier de kleine Celebeskoeskoes (Strigocuscus celebensis).
Bovendien zijn er 155 soorten vogels waarvan 37 soorten endemisch zijn voor Sulawesi. Bijzondere soorten uit het park zijn: het hamerhoen of maleo (Macrocephalon maleo), de Javaanse maraboe (Leptoptilos javanicus), de bisschopsooievaar (Ciconia episcopus), de witkraagijsvogel (Todiramphus chloris), de kleine geelkuifkaketoe (Cacatua sulphurea), de wijnborstsperwer (Accipiter rhodogaster), de witmaskerduif (Turacoena manadensis) en de manenduif (Caloenas nicobarica). Deze laatste soort is de naaste verwant van de uitgestorven dodo. Het park vormt een laatste toevluchtsoord voor de met uitsterven bedreigde Maleise nimmerzat (Mycteria cinerea).
Daarnaast worden in het park 11 soorten reptielen, waaronder de Ambonese zeilhagedis (Hydrosaurus amboinensis) en 20 soorten vissen beschermd en is het reservaat een belangrijk opgroeigebied voor krabben en garnalen.

## Menselijke bevolking
Het park is ook het woongebied van de Moronenen, in de Nederlandse koloniale periode waren er zeven dorpen. In de jaren 1950 verhuisden de Moronenen naar andere delen van het eiland Sulawesi, maar sinds de jaren 1970 keren de dorpelingen terug. Het plaatselijk bestuur betwijfelt de rechtmatigheid van deze hervestigingen en doet zo nu en dan pogingen om dit ongedaan te maken. In 1997 werden 175 huizen door veiligheidstroepen in brand gestoken en een jaar daarop weer 88 huizen. Ook in 2001 werden weer 100 huizen met de grond gelijk gemaakt. Wildstroperij en het onwettig verzamelen van vogeleieren blijft daardoor een probleem.